# Hochgebirgsjägerzug

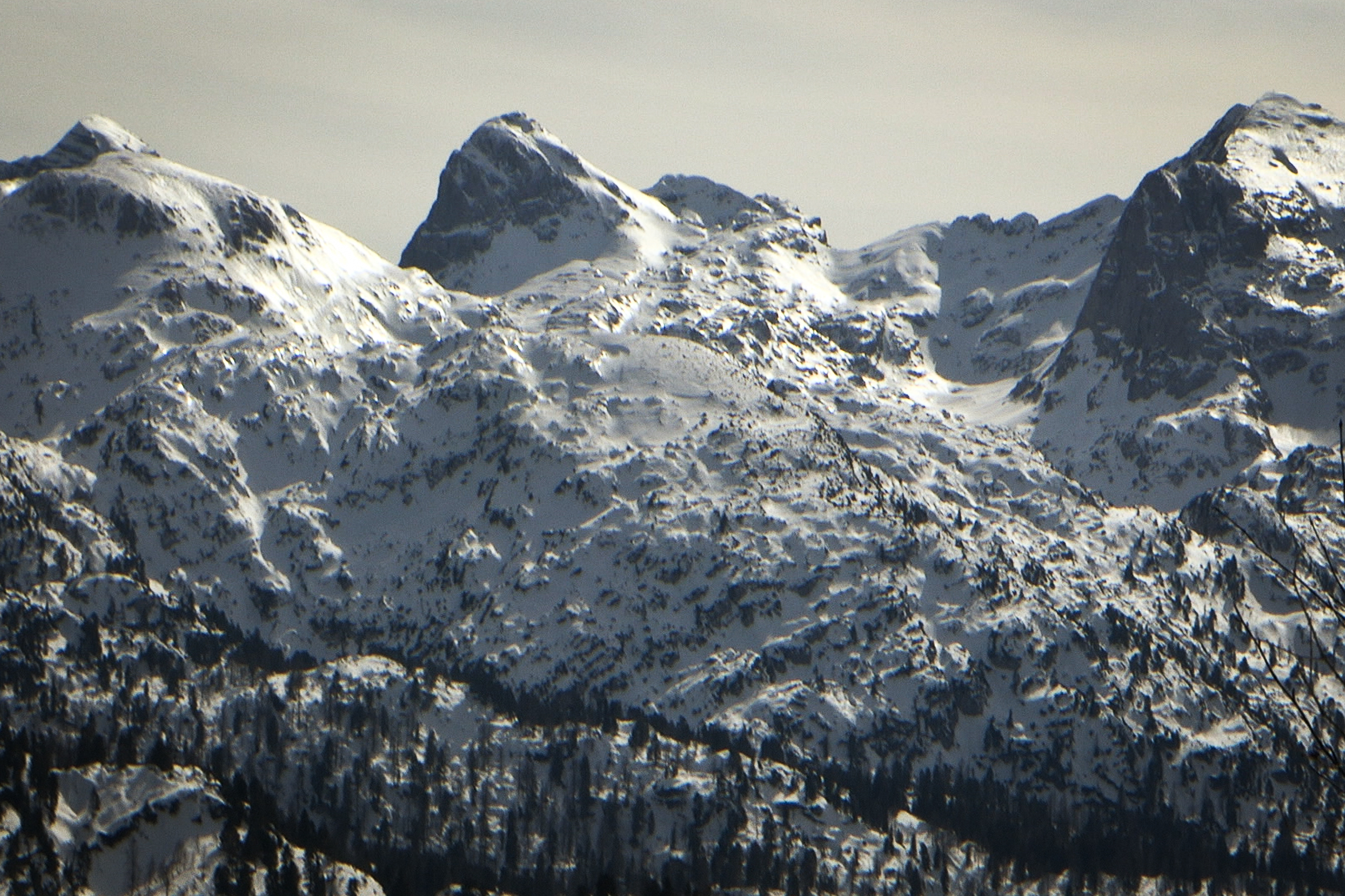
Die Reiter Alm, Trainingsgebiet der Gebirgsjäger der Bundeswehr

Der Hochgebirgsjägerzug, umgangssprachlich kurz auch Hochzug, ist einer der Spezialzüge in jedem Gebirgsjäger-Bataillon der deutschen Bundeswehr.
Hochgebirgsjäger qualifizieren sich durch hohe körperliche Fitness, Ausdauer und alpinistische sowie skiläuferische Fähigkeiten. Ihr Aufgabenspektrum geht über das gewöhnlicher Teileinheiten der Gebirgsjägertruppe nochmals deutlich hinaus.
Der Hochgebirgsspähzug der 3./  leichten Aufklärungskompanie des Gebirgsaufklärungsbataillons 230 (Füssen), ist vornehmlich für Spähaufträge und bedingt für den Einsatz im Hochgebirge, in schwierigstem Gelände und in allen Klimazonen vorgesehen; aufgrund seiner Spezialisierung ist er von Hochgebirgsjägerzügen zu unterscheiden.

## Unterstellung und Aufbau
Sämtliche Gebirgsjäger-Bataillone der Bundeswehr verfügen über Hochgebirgsjägerzüge, dies sind derzeit die Gebirgsjägerbataillone 231 (Bad Reichenhall), 232 (Bischofswiesen/Strub) und 233 (Mittenwald), alle der Gebirgsjägerbrigade 23 unterstellt.
In Friedenszeiten ist der Hochgebirgsjägerzug Teil der 1. Stabs- und Versorgungskompanie der Gebirgsjägerbataillone. Im Verteidigungsfall untersteht er direkt dem Befehl des Bataillonskommandeurs.
Der Zug ist wie ein Infanteriezug in drei Gruppen und Zugtrupp gegliedert. Zug- und Gruppenführer sind Heeresbergführer.

## Aufgaben
Einsatzgebiete des Hochgebirgsjägerzugs sind militärisches Gefecht (sowohl Sommer- als auch Winterkampf im extremen, unwegsamen und steilen Gelände, in der Regel im Hochgebirge), das Herstellen von Seilsicherungsanlagen für nachfolgende Truppen, sowie die planmäßige und behelfsmäßige Bergrettung. Im Katastrophenfall unterstützen die Hochgebirgszüge die zivile Bergrettung.

## Ausbildung
Die Anwärter der Hochgebirgsjägerzüge müssen sich einem strengen zweitägigen Aufnahmetest unterziehen, der eine Konditions- (750 Höhenmeter pro Stunde Berggehen), eine Ski- und eine Kletterprüfung umfasst. Der 5. Grad UIAA muss beherrscht werden. Erhöhte Anforderungen werden auch an die psychische Eignung gestellt. Durch dieses Auswahlverfahren stellen „Hochzügler“ – wie sie unter den Gebirgsjägern genannt werden – eine hochqualifizierte und homogene Truppe von Bergsoldaten dar.
Hochgebirgsjäger unterliegen als Sondereinheiten einer besonderen Ausbildung: Neben der militärischen Ausbildung wird unter anderem behelfsmäßige und planmäßige Bergrettung, Orientierung im Gelände und das Überleben im Felde ausgebildet. Außerdem werden ständig die alpinen Fähigkeiten geschult. Zur Verbesserung der Kondition bilden regelmäßige Bergläufe und Märsche einen wichtigen Teil des Dienstalltags.
Ein weiterer wichtiger Teil und das eigentliche Handwerkszeug des Hochgebirgsjägerzuges ist der Gefechtsdienst im Hochgebirge mit Angriff und Verteidigung sowie Aufklärung und Besondere Gefechtshandlungen wie Handstreich und Hinterhalt im Jagdkampf.

## Ausrüstung
Die Hochgebirgsjägerzüge können zur Erfüllung ihrer speziellen Aufgaben auf ein breites Spektrum moderner Ausrüstung zurückgreifen. Neben der Standardwaffe G36 gehören eine vollständige Kletter-, Skitouren- und Eiskletterausrüstung zur Ausstattung, die damit wesentlich spezieller und umfangreicher ist als die gewöhnlicher Gebirgsjäger. Der Hochgebirgsjägerzug verfügt darüber hinaus unter anderem über spezielle Bergrettungsgeräte wie Lawinensonden, behelfsmäßige Skiverschraubung, Lawinenschaufeln, diverse Akias (z. B. UT2000). Als Transportfahrzeuge dienen der Unimog 406, das Hägglund BV 206 und der Wolf.

## Kameradschaft
Soldaten der Hochgebirgszüge begegnen schon während der Ausbildung den besonderen Gefahren der Berge. Sie lernen, diese Risiken aufmerksam wahrzunehmen und einzuschätzen, und erlernen gemeinsam, ihnen auszuweichen oder sie durch Überlegungen, Vorbereitungen und Maßnahmen der Sicherung auf ein kalkulierbares Restrisiko zu reduzieren. Dies verlangt eine intensive geistige und körperliche Auseinandersetzung des Einzelnen mit der gefahrvollen Umgebung und ein sehr gut aufeinander abgestimmtes Vorgehen in der jeweiligen Gruppe. Daher bildet sich in den Hochgebirgszügen oft eine besonders intensive Kameradschaft heraus, die sich sowohl im Umgang zwischen Vorgesetzten und Untergebenen zeigen kann wie auch in einer engen Verbundenheit nach dem aktiven Dienst in der Bundeswehr.

## Wettkämpfe
Die Hochgebirgszüge nehmen regelmäßig für die Bundeswehr an nationalen und internationalen militärischen Wettkämpfen teil. Dabei konnten Gesamtsiege in der Militärpatrouille der Italienischen Skimeisterschaften der Gebirgstruppen 2013 und 2014 sowie Erfolge bei der Edelweiß Raid 2013, 2015 und 2017 und den Militärpatrouillen der Internationalen Divisionsskimeisterschaften (IDSM) von Hochgebirgsjägern der GebJgBrigade 23 erzielt werden.

## Bild in den Medien
Eine im Februar 2010 bekannt gewordene, beim Wehrbeauftragten des Bundestages, Reinhold Robbe, eingegangene Beschwerde eines ehemaligen Angehörigen des Mittenwalder Hochgebirgsjägerzuges, in der von Aufnahmeritualen und einer internen Hierarchie innerhalb der Mannschaftsdienstgrade berichtet wurde, sorgte für ein negatives Bild des Hochgebirgsjägerzuges in Medien und Bevölkerung. Eine Beschreibung dieser Rituale, u. a. das Essen roher Schweineleber, in Rollmöpsen eingewickelter Hefe und das Konsumieren von Alkohol bis zum Erbrechen, führte zu internen Ermittlungen. Dies hatte die vorübergehende Auflösung des Mittenwalder Hochgebirgsjägerzuges und die disziplinarische Würdigung der beteiligten Soldaten zur Folge. Der Zug wurde am 1. Oktober 2010 neu aufgestellt.